# Carl Wilson
Carl Dean Wilson, född 21 december 1946 i Hawthorne, Kalifornien, död 6 februari 1998 i Los Angeles, Kalifornien (lungcancer), var en amerikansk musiker, gitarrist och sångare. Han var en av originalmedlemmarna i det legendariska popbandet The Beach Boys, i vilket också hans två äldre bröder Dennis och Brian ingick.
När The Beach Boys startade 1961 var Carl Wilson bara 14 år. Ett kort tag var för övrigt gruppens namn Carl & the Passions innan man ändrade det till The Beach Boys
Carl Wilson sjöng på flera av gruppens mest kända låtar som exempelvis God Only Knows, Good Vibrations, Wild Honey, Darlin', I Can Hear Music och Kokomo. När brodern Brian Wilson slutade turnera med bandet i början av 1965 tog Carl Wilson över som ledare för bandet under turnéerna. Från och med 1967 axlade han också ett ökat ansvar för gruppens studioalbum.
Missnöjd med gruppens musikaliska inriktning lämnade Carl Wilson The Beach Boys 1980 för försöka sig på en solokarriär. Resultatet blev två album, som dock inte nådde bättre än Billboard-listans 185:e respektive 166:e plats. I april 1982 återvände Carl till The Beach Boys. 
Åren före sin död arbetade Wilson med ett musikaliskt projekt tillsammans med Gerry Beckley (från gruppen America) och Robert Lamm (från gruppen Chicago). Samarbetet Beckley-Lamm-Wilson resulterade år 2000 i albumet Like a Brother.
På Brian Wilsons soloskiva "Getting in over my head" från 2004 sjunger Carl Wilson en duett tillsammans med brodern på "Soul Searchin".

## Diskografi
Sololbum
- Carl Wilson (1981)
- Youngblood (1983)

Singlar
- Hold Me / Hurry Love (1981)
- Heaven / Hurry Love (1981)
- What You Do To Me / Time (1983)
- Givin' You Up / It's Too Early to Tell (1983)

Album (Beckley-Lamm-Wilson)
- Like a Brother (2000)